# Zlata Adamovská
Zlata Adamovská (ur. 9 marca 1959 w Pradze) – czeska aktorka filmowa, teatralna, telewizyjna i dubbingowa.
W wieku 15 lat podjęła naukę aktorstwa w Konserwatorium Praskim i wkrótce zaczęła grać w filmach i w telewizji. Od 1986 należała do stałego zespołu praskich Teatrów Miejskich, od 1990 przeszła do Teatru na Vinohradach.

## Wybrana filmografia
- 1974: Robinsonka – przyjaciółka
- 1976: Smrt mouchy – koleżanka szkolna
- 1976: Běž, ať ti neuteče – Jitka
- 1977: Trzydzieści przypadków majora Zemana (30 případů majora Zemana) – zakonnica (odcinek serialu)
- 1977: Kobieta za ladą (Žena za pultem) – uczennica (odcinek serialu)
- 1979: Królewicz i gwiazda wieczorna (Princ a Večernice) – księżniczka Elenka
- 1980: Miłość między kroplami deszczu (Lásky mezi kapkami deště) – Věra Bursíková
- 1994: Anielskie oczy (Andělské oči) – Nadja
- 2005: Klinika życia (Ordinace v růžové zahradě) – dr Běla Valšíková (serial TV)
- 2008: Wesele na polu bitwy (Svatba na bitevním poli) – Touchynová
- 2009: Księżniczka i diabeł (Peklo s princeznou) – królowa Wiktoria
- 2019: Kobiety biegną (Ženy v běhu) – Věra